# اندیس کلاته-تولمبو
کلاته-تولمبو یک اندیس فلزی است که در حوالی شهر کیاسر استان سمنان قرار دارد و مادهٔ معدنی موجود در آن، روی است.سنگ میزبان این اندیس دولومیت است و دیرینگی آن به دوران وندین-کامبرین پیشین می‌رسد. در این اندیس، پاراژنز‌های اسفالریت,اسمیت زونیت,گالن,باریت,فلوریت یافت می‌شوند.